# Epaphius
Epaphius — Подрод жужелиц рода Trechus.

## Описание
На каждом из надкрылий хорошо развиты лишь четыре внутренние бородки, остальные сглажены; вторая бороздка без изгиба и укорочена перед вершиной. Задняя дистальная щетинка удалена от вершины надкрылий примерно на такое же расстояние, как от средней щетинки. Задний край переднеспинки в середине с выступающей назад широкой и короткой лопастью.

## Систематика
В составе рода:
- Trechus acco Ueno, 1991
- Trechus arsenjevi Jeannel, 1962
- Trechus castificus P. Moravec & Wrase, 1998
- Trechus chinensis Jeannel, 1920
- Trechus densicornis Fischhuber, 1977
- Trechus dorsistriatus A. Morawitz, 1862
- Trechus ephippiatus Bates, 1873
- Trechus hashimatoi Ueno, 1961
- Trechus himalayanus Ueno, 1972
- Trechus ikutanii Ueno, 1961
- Trechus matsumotoi Ueno, 1984
- Trechus nigricornis Motschulsky, 1844
- Trechus nishikawai Ueno, 1991
- Trechus orientosinicus Deuve, 1992
- Trechus ozegaharanus Ueno, 1954
- Trechus pirica Ueno, 1992
- Trechus plutenkoi Lafer, 1989
- Trechus qinlingensis P. Moravec et Wrase, 1998
- Trechus rivularis (Gyllanhal, 1810)
- Trechus secalis (Paykull, 1790)
- Trechus shushensis Belousov et Kabak, 1994
- Trechus sugai Ueno, 1984
- Trechus tosioi Ueno, 1972
- Trechus vicarius Bates, 1883
- Trechus yosiianus Ueno, 1954